# Tuffé-Val-de-la-Chéronne
Tuffé-Val-de-la-Chéronne é uma comuna francesa na região administrativa do País do Loire, no departamento de Sarthe. Estende-se por uma área de 29.16 km². Em 2010 a comuna tinha 1 673 habitantes (densidade: 57,4 hab./km²).